# Stenostephanus
Stenostephanus es un género de plantas fanerógamas perteneciente a la familia Acanthaceae. El género tiene 39 especies de plantas herbáceas.

## Especies seleccionadas
- Stenostephanus alushii
- Stenostephanus asplundii
- Stenostephanus boliviana
- Stenostephanus bolivianus
- Stenostephanus breedlovei
- Lista de especies